# Aleksandrów (powiat legionowski)
Aleksandrów – wieś sołecka w Polsce położona w województwie mazowieckim, w powiecie legionowskim, w gminie Nieporęt.
W latach 1975–1998 miejscowość należała administracyjnie do województwa warszawskiego.
Według stanu na dzień 29 października 2008 sołectwo posiadało 207 ha powierzchni i 240 mieszkańców.

## Demografia
Ludność w poszczególnych latach:
- 1990 – 159 osób,
- 1991 – 166 osób,
- 1992 – 170 osób,
- 1993 – 170 osób,
- 1994 – 175 osób,
- 1995 – 180 osób,
- 1996 – 186 osób,
- 1997 – 182 osób,
- 1998 – 182 osób,
- 1999 – 177 osób,
- 2000 – 179 osób,
- 2001 – 181 osób,
- 2002 – 193 osób,
- 2003 – 202 osób,
- 2004 – 212 osób,
- 2005 – 216 osób,
- 2006 – 219 osób,
- 2007 – 239 osób

Liczba ludności wsi z roku na rok rośnie. Czynnikiem, który wpływa na wzrost ludności, jest duża atrakcyjność działek w tej wsi. Warszawiacy budują tu domy, ponieważ jest blisko nad Jezioro Zegrzyńskie. Kursują tu także dwie linie komunikacji miejskiej. Obserwuje się wiele domów w stanie surowym lub w trakcie budowy.